# Tetranchyroderma dragescoi
Tetranchyroderma dragescoi is een buikharige uit de familie Thaumastodermatidae. Het dier komt uit het geslacht Tetranchyroderma. Tetranchyroderma dragescoi werd in 1967 voor het eerst wetenschappelijk beschreven door Swedmark. 